# المكتب الوطني لتحديد الهوية الجنائية

من الممكن، وفقًا لـ EK Thode، رئيس القسم الوطني للتعريف والمعلومات، إعادة بناء بصمة الإصبع بدقة إيجابية

المكتب الوطني لتحديد هوية المجرمين National Bureau of Criminal Identification (NBCI)، ويُسمى أيضًا المكتب الوطني لتحديد الهوية، وكالة أسسها اتحاد رؤساء الشرطة الوطنيين عام 1896، وافتتحت في عام 1897، لتسجيل معلومات تحديد هوية المجرمين ومشاركة تلك المعلومات مع جهات إنفاذ القانون. كان مقره في شيكاغو حتى عام 1902، حيث تم نقله إلى واشنطن العاصمة. تبرع ويليام بينكرتون، المدير المشارك لوكالة بينكرتون الوطنية للمباحث، بمجموعة الصور الفوتوغرافية الخاصة بوكالته للوكالة الجديدة.
جمع المكتب الوطني لتحديد هوية المجرمين في البداية الصور الفوتوغرافية وسجلات بيرتيلون فقط، مما حد من فعالية المكتب. زادت فعاليته بشكل كبير عندما بدأ في جمع بصمات الأصابع. توقف المكتب الوطني لتحديد هوية المجرمين عن الوجود كمنظمة مستقلة عندما تم دمجه في مكتب التحقيقات الفيدرالي في 26 يوليو 1908.

## انظر ايضا
- وكالة بينكرتون للمباحث الوطنية
- مكتب المحضورات[الإنجليزية]